# 모스키토 코스트
《모스키토 코스트》(영어: The Mosquito Coast)는 미국에서 제작된 피터 위어 감독의 1986년 모험 드라마 영화이다. 폴 서루가 1981년에 발표한 동명 소설이 원작이다. 해리슨 포드 등이 출연하였고, 제롬 헬먼 등이 제작에 참여하였다. 조지아주 카터스빌과 롬, 메릴랜드주 볼티모어, 벨리즈 등에서 촬영되었다. 대한민국에서는 《해리슨 포드의 정글 대탐험》이라는 제목으로 텔레비전 방영되었다.

## 줄거리
앨리 폭스는 아메리칸 드림과 소비지상주의에 싫증을 느낀 천재적이면서도 완고한 발명가이다. 게다가 그는 미국의 탐욕과 범죄 때문에 핵전쟁이 임박했다고 믿는다. 앨리와 그의 장남 찰리가 지역 쓰레기장에서 부품을 얻은 후, 그는 자신의 최신 발명품인 팻 보이(Fat Boy)라고 알려진 얼음 기계 조립을 마친다. 아스파라거스 농장주 폴스키 씨는 앨리에게 농작물이 상하지 않도록 헛간에 냉각 시스템을 만들어달라고 고용했다. 그는 앨리가 냉각 시스템을 배달하지 않았고 아스파라거스가 썩고 있다고 불평한다. 앨리, 찰리, 그리고 앨리의 막내 아들 제리는 폴스키 씨를 만나고, 앨리는 그에게 "팻 보이"를 보여준다. 기계는 폴스키 씨에게 깊은 인상을 주지 못한다. 밭을 지나 운전하면서, 낙담한 앨리는 아스파라거스를 따는 이민자들에 대해 언급하며, 그들이 온 곳에서는 얼음을 사치로 생각할 수도 있다고 말한다.
다음날 아침, 앨리는 이민자들을 위해 파티를 열고 가족에게 미국을 떠날 것이라고 말한다. 파나마 국적의 바지선에서, 가족은 선교사 스펠굿 목사와 그의 아내, 그리고 그들의 딸 에밀리를 만난다. 앨리와 목사는 서로 다른 종교적 견해로 인해 충돌한다. 바지선이 벨리즈시티에 정박하자, 가족들은 하선하여 각자의 길을 간다. 술 취한 독일인에게서 앨리는 강을 따라 열대우림에 있는 헤로니모(Jeronimo)라는 작은 마을을 산다.
뱃사공인 해디 씨는 앨리와 그의 가족을 헤로니모까지 강을 거슬러 올라가게 한다. 앨리는 주민들을 만나 새로운 "선진" 문명을 건설하기 시작하며, 그 과정에서 많은 새로운 것들을 발명한다. 해디 씨를 포함한 현지인들은 앨리와 그의 가족을 친절하게 대한다. 그러나 유토피아 문명을 건설하려는 앨리의 의지는 그들을 한계까지 일하게 만든다. 스펠굿 목사가 헤로니모 주민들을 개종시키기 위해 도착한다. 그 과정에서 앨리와 스펠굿은 격렬하게 서로를 비난하며 지속적인 분열을 야기한다. 앨리는 스펠굿이 종교 광신자라고 믿고, 스펠굿은 앨리를 공산주의자라고 믿는다. 앨리는 마을에 얼음을 공급할 수 있는 거대한 "팻 보이" 버전을 건설하기 시작한다. 기계를 완성하자, 앨리는 산속에 얼음을 본 적이 없는 원주민 부족에 대한 소문을 듣는다. 앨리는 두 아들을 데리고 정글로 얼음을 싣고 가서 부족에게 공급한다. 도착하자, 앨리는 짐이 녹아버렸고 부족이 이미 선교사들의 방문을 받았다는 것을 알게 된다. 앨리는 또한 근처 오두막에 숨어있는 세 명의 무장한 남자들과 접촉한다.
앨리가 헤로니모로 돌아오자, 스펠굿이 하나님의 성경적 파괴 이야기에 주민들을 겁주어 많은 주민들이 떠났다는 것을 알게 된다. 거의 텅 빈 마을에 외딴 마을에서 온 무장한 남자들이 방문하여 헤로니모를 기지로 사용하겠다고 요구한다. 앨리와 그의 가족은 앨리가 그들을 없앨 계획을 꾸미는 동안 그들을 수용하기로 동의한다. 앨리는 먼저 캠프에 개미가 들끓었다고 설득하려 한다. 그 계획이 통하지 않자, 앨리는 그들을 얼려 죽일 계획을 세운다. 앨리는 반란군을 거대한 얼음 기계에 눕히고, 찰리에게 유일한 다른 출구를 잠그라고 지시한 다음 기계를 작동시킨다. 당황한 반란군들은 총을 쏴서 탈출하려 한다. 앨리의 경악 속에, 반란군들의 총격은 기계 내부에서 폭발을 일으킨다. 다음날 아침, 기계와 가족의 집은 폐허가 되고, 파괴된 기계에서 나온 화학 물질은 강을 심하게 오염시킨다.
하류로 밀려난 앨리와 그의 가족은 해안에 도착한다. 어머니와 아이들은 미국으로 돌아갈 수 있다고 믿으며 기뻐한다. 앨리는 자신의 꿈이 산산조각 났다는 것을 믿지 않으려 하며, 해변에 필요한 모든 것이 있고 미국이 핵전쟁으로 파괴되었다고 말한다. 그가 만든 보트하우스에서 해변에 정착하고 해디 씨의 도움을 거부하며, 앨리는 가족이 유토피아를 건설했다고 믿는다. 어느 날 밤, 열대 저기압으로 인한 해일이 가족을 거의 바다로 밀어낼 뻔하지만, 찰리가 자신이 모터 부품(해디 씨가 몰래 준 것)을 숨기고 있었다는 것을 밝히면서 보트의 선외 모터를 시동할 수 있게 된다.
다시 상류로 이동해야 하자, 찰리와 제리는 아버지에게 불만을 품게 된다. 가족이 스펠굿의 거주지를 우연히 발견하고 상륙하자, 앨리는 철조망을 보고 그 정착지가 기독교 강제 수용소라고 중얼거린다. 나머지 가족이 잠든 동안, 찰리와 제리는 스펠굿의 집으로 몰래 간다. 그들은 미국이 파괴되지 않았고 에밀리가 앨리로부터 탈출하는 것을 도와줄 것이라는 것을 알게 된다. 찰리가 어머니와 여동생들을 설득하여 떠나기 전에, 앨리는 스펠굿의 교회에 불을 지른다. 스펠굿은 앨리를 쏘아 목 아래가 마비된다. 가족은 배를 타고 탈출한다.
가족은 다시 강을 따라 하류로 이동하기 시작하고, 앨리는 의식을 잃었다 깨어났다 한다. 앨리는 아내에게 상류로 가고 있는지 묻는다. 아내는 처음으로 그에게 거짓말을 한다. 찰리의 내레이션은 앨리의 죽음을 전하지만, 나머지 가족이 이제부터 자유롭게 살 수 있을 것이라는 희망을 준다.

## 출연진
- 해리슨 포드
- 헬렌 미렌
- 리버 피닉스
- 콘래드 로버츠
- 앙드레 그레고리
- 마사 플림프턴
- 딕 오닐
- 제이드리언 스틸
- 제이슨 알렉산더
- 버터플라이 매퀸

## 기타 제작진
- 배역: 다이앤 크리턴든
- 미술: 존 스토다트
- 의상: 게리 존스

## 우리말 녹음
KBS 성우진 (1994년 6월 12일)
- 황일청 - 앨리 (해리슨 포드)
- 이영달
- 김정희
- 윤병훈
- 김정호
- 강미형
- 김정애
- 홍영란
- 김익태
- 임성표
- 강수진
- 홍성헌